# ساب ۵–۹
ساب ۵–۹ (انگلیسی: Saab 9-5) یک خودروی شرکتی بود که توسط شرکت ساب و در سوئد تولید می‌شد.
اولین نسل این خودرو در سال ۱۹۹۷با مدل ۱۹۹۸، به عنوان جایگزینی برای ساب ۹۰۰۰ معرفی شد. در آن زمان، خودرو دارای توسعه قابل‌توجهی برای تولیدکننده بود. در ایالات متحده، ۵–۹ در بهار ۱۹۹۸ با مدل سال ۱۹۹۹ معرفی شد.
در ۱۵ سپتامبر ۲۰۰۹، نسل دوم در نمایشگاه خودرو فرانکفورت عرضه شد و تولید آن در ژوئن ۲۰۱۰ آغاز شد. این اولین ساب بود که در دوران مالکیت اسپایکر کارز به عنوان مدلی نو عرضه می‌شد، با وجود اینکه این خودرو تقریباً به‌طور کامل در دوران تحت مالکیت جنرال موتورز توسعه یافت.